# Ariana Kukors
Ariana Kukors, född 1 juni 1989 i Federal Way, Washington är en amerikansk simmare.